# Троє з Простоквашино
«Троє з Простоквашино» (рос. Трое из Простоквашино) — радянський мультиплікаційний фільм 1978 р., перший із серії «Троє з Простоквашино». Створений за мотивами повісті Едуарда Успенського «Дядько Федір, пес і кіт».

## Сюжет
Дядько Федір, дуже самостійний міський хлопчик, залишає рідний дім зі своїм новим вихованцем і другом — господарським котом Матроскіним. Друзі приходять в село Простоквашино, де знайомляться з місцевим псом Шариком, який вказує їм на вільний будинок. У той же день вони знайомляться з сільським листоношею Печкіним, який першим же ділом пропонує підписку на газети і журнали. Матроскін переконує друзів завести корову, і через брак грошей на покупку, приятелі відправляються шукати скарб.